# Paul G. Hewitt
Paul G. Hewitt (Saugus, 22 marzo 1931) è un fisico statunitense.

## Biografia
Hewitt ha iniziato la sua carriera di docente nel 1964, insegnando al City College of San Francisco. Nel 1980 iniziò a insegnare nei corsi serali tenuti dall'Exploratorium di San Francisco e rivolti a un pubblico generale. Hewitt lasciò i campus di Berkeley e Santa Cruz dell'Università della California, scegliendo di spostarsi delle Hawaii per insegnare nei campus di Hilo e Mānoa dell'Università delle Hawaii.
Nel corso della sua carriera di insegnante, Hewitt iniziò a registrare su nastro l'audio delle sue lezioni. Tra i seguaci dei suoi metodi d'insegnamento vi è stato il fisico Kevin Dempsey, che, dopo aver seguito varie lezioni di Hewitt, è stato uno dei primi ad adottarne la filosofia didattica condensata nella formula fisica concettuale (conceptual physics).
Nel 1987, Hewitt si è dedicato alla scrittura di un testo di fisica per la scuola secondaria superiore ispirato alla fisica concettuale che ha conosciuto numerose edizioni, pubblicato dapprima da Addison-Wesley, poi da Prentice Hall, infine da Pearson Education dopo l'avvenuta fusione delle due case editrici. 
Prima di Conceptual Physics, Hewitt, in collaborazione con Lewis Carroll Epstein, aveva scritto Thinking Physics (Pensare la fisica), un libro che faceva uso dei cartoon per illustrare concetti della fisica.
Insieme a sua figlia Leslie Hewitt, geologa, e a suo nipote, John Suchocki (istruttore di chimica al St. Michael's College di Colchester, nel Vermont, e fondatore di ConceptualAcademy.com) ha scritto Conceptual Physical Science. Hewitt ha anche pubblicato un libro non destinato alla scuola, Touch This! Conceptual Physics for Everyone È anche opinionista della rivista The Physics Teacher e produttore di video-lezioni di fisica per ConceptualAcademy.com
I suoi libri di testo si distinguono per alcune caratteristiche degne di nota: oltre a presentare i concetti di fisica con un uso minimale di strumenti matematici, Hewitt, di volta in volta, spontaneamente, ricorda al lettore che sbirciare prematuramente alle risposte ai problemi di fisica è come di esercitare i muscoli guardando gli altri mentre fanno flessioni. A volte, firma le illustrazioni e i cartoni da lui disegnati con la frase "Hewitt Drew It!" (Hewitt lo ha disegnato)

## Riconoscimenti
- 1977: Primo premio per la sezione scienza all'American Education Film Festival.
- 1982: Millikan Award della American Association of Physics Teachers.
- 2002: Istituzione della Paul G. Hewitt Scholarships for Future High School Physics Teachers

## Pubblicazioni in italiano
- Fisica per concetti, Zanichelli, 1990.
- Elementi di fisica, Zanichelli, 1992.
- (coautore: Mario Rippa), Chimica e fisica, Zanichelli, 1993.
- con Leslie Hewitt e John Suchocki, Fisica live, per il triennio delle scuole superiori (con e-book ed espansione online), Linx, 2014
- con Leslie Hewitt e John Suchocki, Con gli occhi della fisica, per il triennio delle scuole superiori (con e-book ed espansione online), 3 voll., Linx, 2014